# Могилево (Дєдовицький район)
Могилево (рос. Могилево) — присілок в Дєдовицькому районі Псковської області Російської Федерації.
Населення становить 31 особу. Входить до складу муніципального утворення Шелонська волость.

## Історія
Від 2015 року входить до складу муніципального утворення Шелонська волость.

## Населення
| 2001 | 2002 | 2010 |
| ---- | ---- | ---- |
| 55   | ↗63  | ↘31  |